# Erdbeben von Spitak 1988
Koordinaten: 40° 59′ 0″ N, 44° 11′ 0″ O

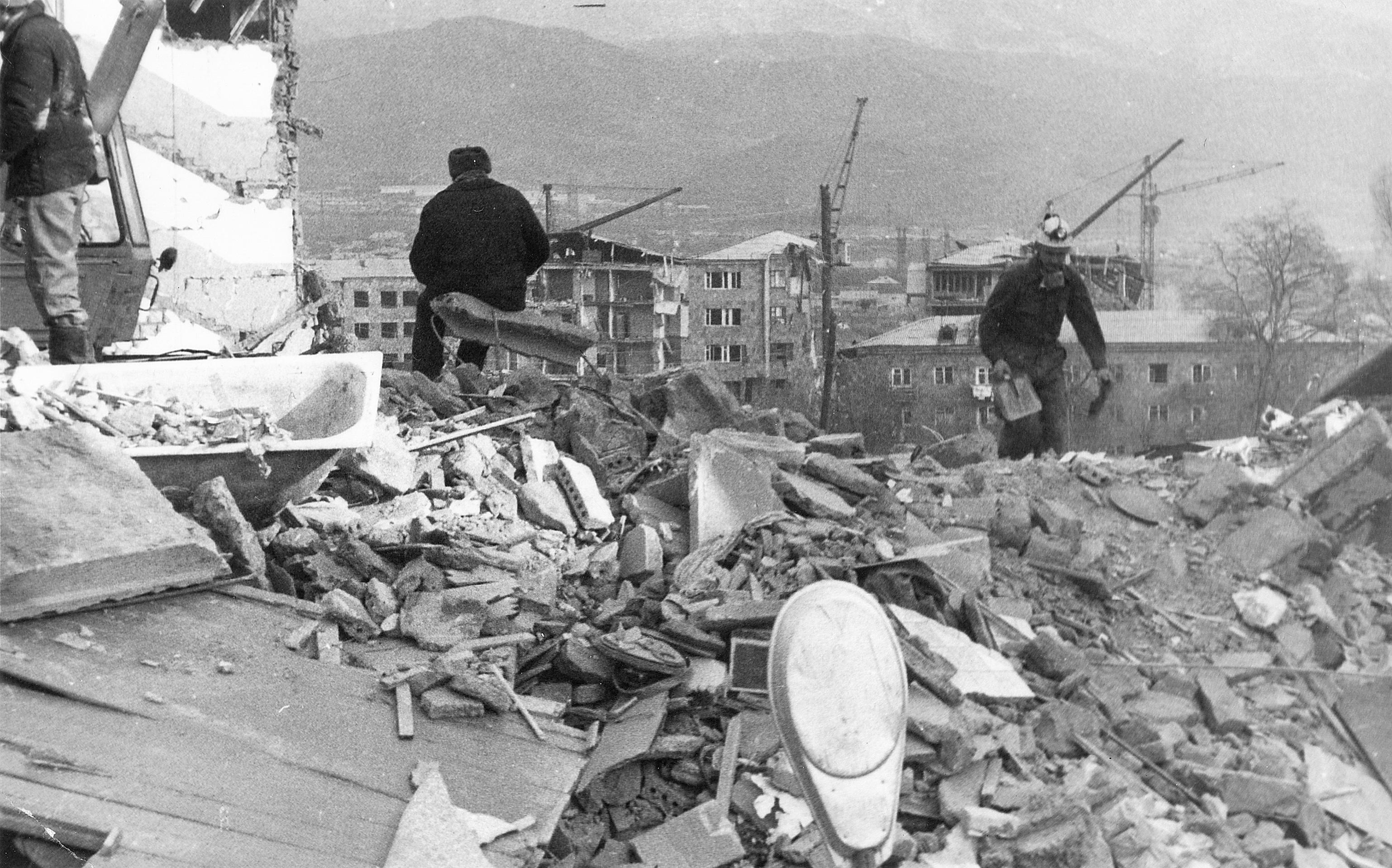
Schäden in Spitak nach dem Erdbeben

Das Erdbeben von Spitak 1988 war ein Erdbeben im Kaukasus, das am 7. Dezember 1988 die Gegend um die nordarmenische Stadt Spitak (heutige Provinz Lori) in der damaligen Armenischen SSR der Sowjetunion erschütterte. Mit einer geschätzten Anzahl von mindestens 25.000 Toten und bis zu einer Million Obdachlosen zählt es zu den schwersten Erdbeben der letzten Jahrzehnte. In der Folge kam es zum ersten Mal während des Kalten Krieges zu humanitären Hilfsmaßnahmen westlicher Organisationen in der Sowjetunion.

## Geologie
Der Kaukasus ist ein Faltengebirge, das durch das Zusammenstoßen der Eurasischen mit der Arabischen Kontinentalplatte entstanden ist. Da letztere durch eine Ostdrift der Afrikanischen Platte in Richtung Norden geschoben wird, faltet sich das Gebirge bis heute weiter auf, und die dabei entstehenden Spannungen entladen sich häufig in Erdbeben, so auch beim Erdbeben von Schemacha im Jahr 1902.

## Das Beben
Das Erdbeben erschütterte die Region am 7. Dezember 1988, einem Mittwoch, um 11:41 Uhr Ortszeit (7:41 Uhr UTC). Es hatte eine Stärke von 6,9 auf der Momenten-Magnituden-Skala, das Epizentrum lag etwa 18 Kilometer nordwestlich von Spitak. Verglichen mit anderen Erdbeben ähnlicher Magnitude richtete es verheerende Schäden an, einerseits weil das Hypozentrum nur etwa fünf Kilometer unter der Erdoberfläche lag, andererseits weil die Bausubstanz der Gebäude in Spitak und den umliegenden Ortschaften äußerst schlecht war. Vier Minuten nach dem Hauptbeben erschütterte ein Nachbeben der Stärke 5,8 die Region, in den folgenden Monaten wurden weitere Nachbeben bis maximal Stärke 5,0 registriert.

## Die Folgen
Betroffen waren vor allem die Städte Spitak, Leninakan (heute Gjumri), Kirowakan (heute Wanadsor) und Stepanawan sowie eine Reihe umliegender Dörfer. Spitak wurde so schwer zerstört, dass die Stadt nach dem Beben aufgegeben und an einer etwas anders gelegenen Stelle völlig neu aufgebaut wurde. Ein Teil der Gebäude im „neuen“ Spitak wurde im Stil der Nationen errichtet, die den Wiederaufbau ermöglichten. Die Angaben über die Opferzahlen gehen weit auseinander. Häufig werden 25.000 Tote genannt, während andere Quellen von deutlich höheren Zahlen berichten. Trotzdem konnten in den ersten Stunden nach dem Beben rund 15.000 Menschen aus den zusammengestürzten Gebäuden gerettet werden. Nach dem Beben gab es Äußerungen, hätte die Erde nur wenige Minuten später gebebt, wären die Opferzahlen deutlich niedriger ausgefallen, da dann an Schulen und in Fabriken eine Pause gewesen wäre und viele Menschen im Freien überlebt hätten, die nun in den zusammengestürzten Gebäuden ums Leben kamen.
Außer den genannten Gründen gab es noch weitere Faktoren, die dazu führten, dass die Anzahl der Toten und Obdachlosen so hoch ausgefallen ist. So herrschten zur Zeit der Katastrophe winterliche Temperaturen, wodurch Menschen, die das eigentliche Beben überlebten, in der Folge im Freien erfroren. Außerdem wird berichtet, dass in Spitak und den umliegenden Ortschaften bis zu 80 Prozent des medizinischen Personals in den zusammengestürzten Krankenhäusern und Arztpraxen ums Leben kamen und somit die medizinische Versorgung nicht gegeben war.

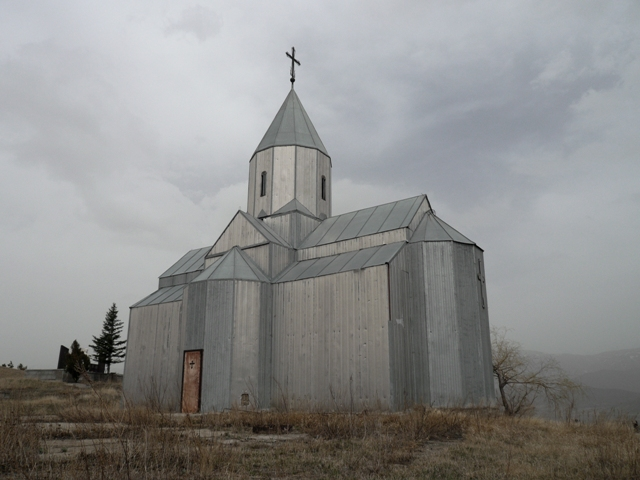
Diese Kirche aus Metall wurde nach dem Beben errichtet. Sie steht auf dem Friedhof in Spitak, wo viele der Opfer beerdigt wurden.

Abgesehen von den Opferzahlen und den finanziellen Schäden, die auf etwa 14 Milliarden US-Dollar geschätzt wurden, wurde als Folge des Erdbebens eine Verwerfung in der Landschaft festgestellt, die bis zu 1,6 Meter hoch war und sich über acht bis 13 Kilometer zog.
Eine weitere Folge des Bebens war die Schließung des etwa 90 Kilometer vom Epizentrum des Bebens entfernt gelegenen einzigen Kernkraftwerks in Armenien, das danach sieben Jahre abgeschaltet blieb.

## Internationale Hilfe

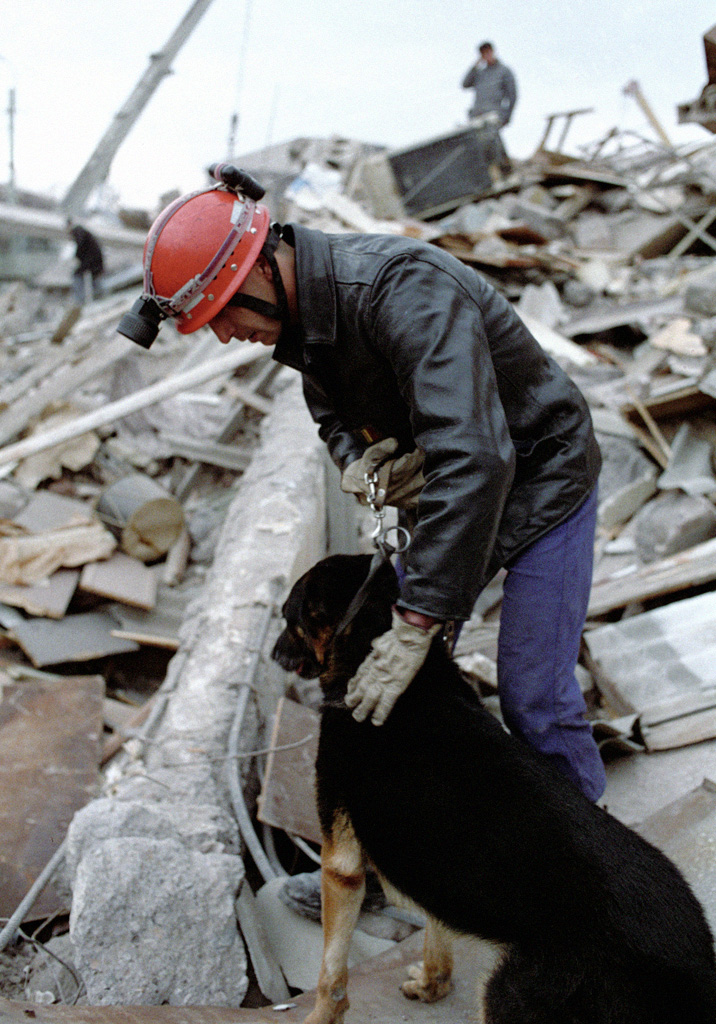
Französischer Katastrophenhelfer nach dem Erdbeben (11. Dezember 1988)

Nach der Nachricht über die Katastrophe kehrte der sowjetische Staatschef Michail Gorbatschow kurzfristig von einem Staatsbesuch in den USA zurück und besuchte das Erdbebengebiet. Angesichts des Ausmaßes der Schäden bat Gorbatschow nach wenigen Tagen ungeachtet des Kalten Krieges die USA um humanitäre Hilfe, zum ersten Mal nach dem Zweiten Weltkrieg. In der Folge leisteten mehrere westliche Staaten im Kaukasus Hilfe, darunter auch die Bundesrepublik Deutschland und die Schweiz. Hilfe kam auch aus der Sowjetrepublik Aserbaidschan, obwohl wegen des Konflikts um Bergkarabach sowie damit zusammenhängenden Pogromen und Vertreibungen in beiden Republiken angespannte Beziehungen zwischen den Nachbarn herrschten.
Eine weitere Form der Hilfe waren Projekte wie Rock Aid Armenia: The Earthquake Album (eine Benefiz-Schallplatte, an der zahlreiche englischsprachige Rockmusiker mitgewirkt haben und die im Jahr 1990 veröffentlicht wurde) und Pour toi Arménie (ein Lied des französisch-armenischen Liedermachers Charles Aznavour, an dem über 80 meist französische Künstler mitwirkten).
In Gjumri zeugen diverse Einrichtungen von der internationale Hilfe. Aber im Jahr 2016 lebten noch immer Menschen in „provisorischen“ Containern.